# Provincia de Sissili
Sissili es una de las 45 provincias de Burkina Faso, su capital es Léo.

## Departamentos (población estimada a 1 de julio de 2018)
La provincia está dividida en siete departamentos:
- Biéha 47,490
- Boura 31,727
- Léo 75,338
- Nébiélianayou 10,837
- Niabouri 30,444
- Silly 36,707
- Tô 66,089